# Echipa națională de handbal feminin a Braziliei
Echipa feminină de handbal a Braziliei este echipa națională care reprezintă Brazilia în competițiile interțări oficiale sau amicale de handbal feminin. Este guvernată de Confederația Braziliană de Handbal (Confederação Brasileira de Handebol).

## Palmares
Campionatul Mondial
- medalie de aur în 2013

Campionatul Panamerican
- medalie de aur în 1997, 1999, 2000, 2003, 2005, 2007, 2011, 2013
- medalie de argint în 2009
- medalie de bronz în 1986, 1989, 1991

Jocurile Panamericane
- medalie de aur în 1999, 2003, 2007, 2011, 2015
- medalie de bronz în 1987, 1995

## Rezultate

### Rezultate olimpice
| An   | Poziție          |
| ---- | ---------------- |
| 2016 | locul 7          |
| 2012 | locul 6          |
| 2008 | locul 9          |
| 2004 | locul 7          |
| 2000 | locul 8          |
| 1996 | Nu s-a calificat |
| 1992 | Nu s-a calificat |
| 1988 | Nu s-a calificat |
| 1984 | Nu s-a calificat |
| 1980 | Nu s-a calificat |
| 1976 | Nu s-a calificat |

### Rezultate la Campionatul Mondial
| An          | Poziție          |
| ----------- | ---------------- |
| 2017        | locul 18         |
| 2015        | locul 10         |
| 2013        | Câștigătoare     |
| 2011        | locul 5          |
| 2009        | locul 15         |
| 2007        | locul 14         |
| 2005        | locul 7          |
| 2003        | locul 20         |
| 2001        | locul 12         |
| / 1999      | locul 16         |
| 1997        | locul 23         |
| / 1995      | locul 17-20      |
| 1957 - 1993 | Nu s-a calificat |

### Jocurile Panamericane
| An   |              |
| ---- | ------------ |
| 2015 | Câștigătoare |
| 2011 | Câștigătoare |
| 2007 | Câștigătoare |
| 2003 | Câștigătoare |
| 1999 | Câștigătoare |
| 1995 | locul 3      |
| 1991 | locul 2      |
| 1987 | locul 3      |

### Rezultate la Cupa Mondială GF
- Cupa Mondială GF 2006: locul 7

## Echipa
Ultima componență a echipei într-o competiție oficială este cea de la Campionatul Mondial din 2013:
Antrenor principal:  Morten Soubak
Antrenor secund:  Alex Aprile
| Nr. | Post            | Nume                    | Data nașterii (vârsta) | Înălțime | Selecții | Goluri | Echipă                |
| --- | --------------- | ----------------------- | ---------------------- | -------- | -------- | ------ | --------------------- |
| 2   | Pivot           | Fabiana Diniz           | 13 mai 1981            | 1.83 m   | 157      | 291    | Hypo Niederösterreich |
| 3   | Extremă dreapta | Alexandra do Nascimento | 16 septembrie 1981     | 1.77 m   | 133      | 502    | Hypo Niederösterreich |
| 4   | Extremă stânga  | Samira Rocha            | 26 ianuarie 1989       | 1.70 m   | 53       | 139    | Mios Biganos Handball |
| 5   | Pivot           | Daniela Piedade         | 2 martie 1979          | 1.73 m   | 138      | 265    | RK Krim               |
| 6   | Inter stânga    | Amanda de Andrade       | 20 octombrie 1989      | 1.74 m   | 15       | 30     | Concórdia             |
| 8   | Extremă stânga  | Fernanda da Silva       | 25 septembrie 1989     | 1.76 m   | 70       | 281    | Hypo Niederösterreich |
| 9   | Centru          | Ana Paula Rodrigues     | 18 octombrie 1987      | 1.72 m   | 95       | 427    | Hypo Niederösterreich |
| 12  | Portar          | Bárbara Arenhart        | 4 octombrie 1986       | 1.82 m   | 59       | 1      | Hypo Niederösterreich |
| 14  | Pivot           | Elaine Gomes            | 9 ianuarie 1982        | 1.79 m   | 5        | 0      | Força Atlética        |
| 16  | Portar          | Mayssa Pessoa           | 11 iunie 1984          | 1.80 m   | 38       | 0      | Dinamo Volgograd      |
| 17  | Inter stânga    | Karoline de Souza       | 24 aprilie 1990        | 1.81 m   | 22       | 18     | Team Tvis Holstebro   |
| 18  | Inter stânga    | Eduarda Amorim          | 23 septembrie 1986     | 1.86 m   | 116      | 370    | Győri Audi ETO KC     |
| 19  | Centru          | Deborah Nunes           | 14 martie 1993         | 1.59 m   | 16       | 30     | Metodista             |
| 21  | Extremă dreapta | Mariana Costa           | 14 octombrie 1992      | 1.66 m   | 1        | 0      | Vendsyssel FF         |
| 22  | Centru          | Mayara Moura            | 5 decembrie 1986       | 1.70 m   | 63       | 102    | Liberă de contract    |
| 81  | Inter dreapta   | Deonise Cavaleiro       | 20 iunie 1983          | 1.80 m   | 105      | 241    | Hypo Niederösterreich |

Ultima componență cunoscută este cea a echipei care a fost convocată pentru Jocurile Sudamericane din 2014, care se vor desfășura în Chile:
Antrenor principal:  Morten Soubak
Antrenor secund:  Alex Aprile
| Nr. | Post            | Nume                    | Data nașterii (vârsta) | Înălțime | Selecții | Goluri | Echipă                 |
| --- | --------------- | ----------------------- | ---------------------- | -------- | -------- | ------ | ---------------------- |
|     | Portar          | Jessica de Oliveira     | 15 martie 1990         |          |          |        | Concórdia              |
| 2   | Pivot           | Fabiana Diniz           | 13 mai 1981            | 1.83 m   | 157      | 291    | Hypo Niederösterreich  |
| 3   | Extremă dreapta | Alexandra do Nascimento | 16 septembrie 1981     | 1.77 m   | 133      | 502    | Hypo Niederösterreich  |
| 4   | Extremă stânga  | Samira Rocha            | 26 ianuarie 1989       | 1.70 m   | 53       | 139    | Mios Biganos Handball  |
|     | Extremă dreapta | Celia da Coppi          | 17 aprilie 1980        | 1.76 m   |          |        | Metodista/São Bernardo |
| 6   | Inter stânga    | Amanda de Andrade       | 20 octombrie 1989      | 1.74 m   | 15       | 30     | Concórdia              |
| 8   | Extremă stânga  | Fernanda da Silva       | 25 septembrie 1989     | 1.76 m   | 70       | 281    | Hypo Niederösterreich  |
| 9   | Centru          | Ana Paula Rodrigues     | 18 octombrie 1987      | 1.72 m   | 95       | 427    | Hypo Niederösterreich  |
|     | Inter dreapta   | Patricia da Silva       | 8 aprilie 1992         | 1.74 m   |          |        | Toulon St. Cyr         |
|     | Centru          | Francielle da Rocha     | 10 iunie 1992          | 1.66 m   |          |        | Hypo Niederösterreich  |
|     | Pivot           | Regiane dos Santos      | 31 ianuarie 1984       |          |          |        | Metodista/São Bernardo |
| 12  | Portar          | Bárbara Arenhart        | 4 octombrie 1986       | 1.82 m   | 59       | 1      | Hypo Niederösterreich  |
| 14  | Pivot           | Elaine Gomes            | 9 ianuarie 1982        | 1.79 m   | 5        | 0      | Força Atlética         |
| 19  | Pivot           | Deborah Hannah          | 14 martie 1993         | 1.59 m   |          |        | Metodista/São Bernardo |
| 22  | Centru          | Mayara Moura            | 5 decembrie 1986       | 1.70 m   | 63       | 102    | Liberă de contract     |
| 81  | Inter dreapta   | Deonise Cavaleiro       | 20 iunie 1983          | 1.80 m   | 105      | 241    | Hypo Niederösterreich  |